# Benjamin Höhne

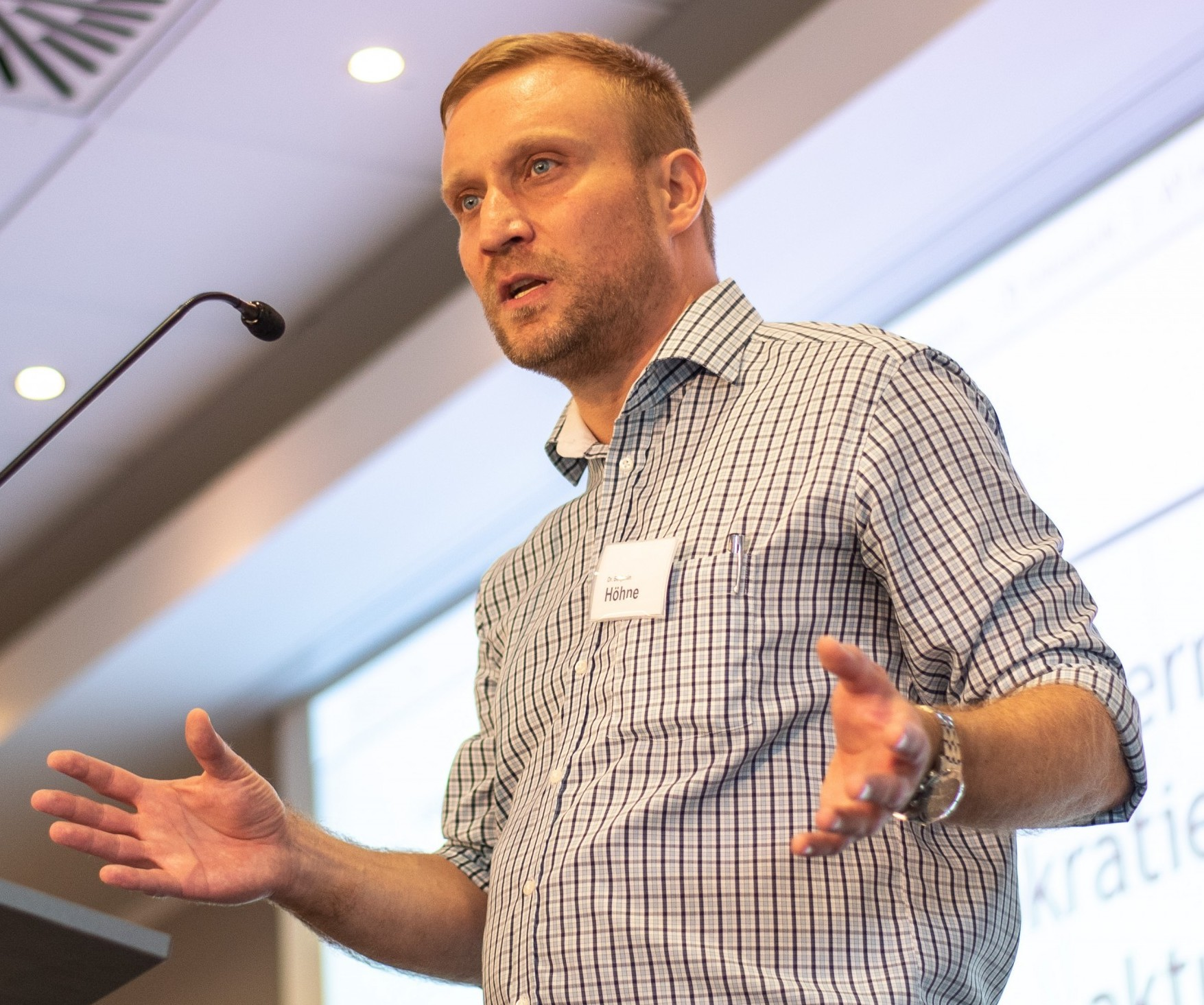
Benjamin Höhne (2019)

Benjamin Höhne (* 29. Dezember 1978 in Lutherstadt Wittenberg) ist ein deutscher Politikwissenschaftler.

## Leben und Wirken
Promoviert wurde Benjamin Höhne an der Universität Trier, wo er von 2006 bis 2012 sowie 2015 Wissenschaftlicher Mitarbeiter war. Gelehrt und geforscht hat er auch an der FU Berlin, der Universität Potsdam, der Martin-Luther-Universität Halle-Wittenberg und der Otto-von-Guericke-Universität Magdeburg. Im Auftrag der  Stiftung Wissenschaft und Demokratie hat er zusammen mit Suzanne S. Schüttemeyer 2016 das Institut für Parlamentarismusforschung aufgebaut. Dort war er bis 2022 stellv. Institutsleiter. Im Sommersemester 2022 war er DAAD-Research-Fellow am American Institute for Contemporary German Studies der Johns Hopkins University in Washington D.C. Im Sommersemester 2023 vertrat Höhne die W3-Professur für Vergleichende Politikwissenschaft an der Universität Münster. Seit April 2024 vertritt er die W3-Professur für Europäische Regierungssysteme im Vergleich an der TU Chemnitz. Im Rahmen seiner Forschungsschwerpunkte Parteien, Partizipation und politische Einstellungen ist er wissenschaftlich politikberatend u. a. für die Konrad-Adenauer-Stiftung, die Heinrich-Böll-Stiftung und das sächsische Staatsministerium der Justiz und für Demokratie, Europa und Gleichstellung tätig. Höhne kommentiert regelmäßig in Medien das politische Tagesgeschehen.

## Auszeichnungen
Höhnes Dissertation „Rekrutierung von Abgeordneten des Europäischen Parlaments. Organisation, Akteure und Entscheidungen in Parteien“ wurde 2014 mit dem Wissenschaftspreis des Deutschen Bundestages ausgezeichnet. Höhne hat in seiner Dissertation zur Personalrekrutierung in Parteiorganisationen einen starken Selbstbezug der politischen Parteien herausgearbeitet, der deren Adaptionsfähigkeit an eine dynamische Umwelt fragwürdig erscheinen lässt.

## Veröffentlichungen (aktuelle Auswahl)
- Supporting Diversity on Party Lists: Attitudes of German Party Gatekeepers towards Enhancing Immigrant Representation (mit Aimie Bouju und Dario Landwehr), in: Representation, online first, 2023, S. 1–20. DOI: https://doi.org/10.1080/00344893.2023.2221675.
- What drives the intra-party democracy of the “Alternative for Germany”: Populist ideology, low institutionalisation or lacking party unity? (mit Anna-Sophie Heinze und Felix Wortmann Callejón), in: Party Politics, online first, 2023, S. 1–13. DOI: https://doi.org/10.1177/13540688231183594.
- How Democracy Works within a Populist Party: Candidate Selection in the Alternative for Germany, in: Government and Opposition, 58. Jg., H. 3, 2023, S. 478–496. doi:10.1017/gov.2021.33.
- Die Männerpartei: distinktiver Organisationstypus nur für Rechtsaußenparteien?, in: Zeitschrift für Vergleichende Politikwissenschaft, 17. Jg., 2023, S. 107–132. DOI: https://doi.org/10.1007/s12286-023-00571-x.
- Wie weiter mit der Parteiorganisation der CDU nach Merkel? Eine Analyse der Debatten auf Regionalkonferenzen zum neuen Parteivorsitz (mit Elias Koch), in Zeitschrift für Parteienwissenschaften (MIP), 29. Jg., H. 3, 2023, S. 313–342. DOI: https://doi.org/10.24338/mip-2023313-342.
- Los Parlamentos de los Länder de la RFA y la Política de Emergencia en la pandemia de la COVID 19, in: Cuadernos Manuel Giménez Abad, Juni 2022, Nr. 23, S. 7–33. DOI: https://doi.org/10.47919/FMGA.CM22.0101.
- Digitalization in Candidate Selection. Support and Resistance within established Political Parties in Germany (mit Claire Bloquet und Isabelle Borucki), in: Frontiers in Political Science, Vol. 3: Beyond the Secret Garden of Politics: Internal Party Dynamics of Candidate Selection (hrsg. Guillermo Cordero), 2022, S. 1–14. doi:10.3389/fpos.2022.815513.
- Candidate (S)election in Germany, in: Thibault Muzergues und Dan Scaduto (Hrsg.): Standing Out from the Crowd. Political Parties' Candidate (S)Election in the Transatlantic World, Washington, D.C. 2022, S. 43–54. Link: https://www.iri.org/resources/standing-out-from-the-crowd/#h-candidate-s-election-process-in-germany.
- Die Landesparlamente im Zeichen der Emergency Politics in der Corona-Krise, in: Zeitschrift für Politikwissenschaft (ZPol), 32. Jg., H. 3, 2022, S. 627–653. doi:10.1007/s41358-021-00310-2.